# Margit Otto-Crépin
Margit Otto-Crépin (* 9. Februar 1945 in Saarbrücken; † 19. April 2020 in Hamburg, Deutschland) war eine deutsch-französische Dressurreiterin.
Margit Otto-Crépin ritt seit ihrem achten Lebensjahr. Im Jahr 1962 verließ sie das Saarland und machte im Rahmen eines Schüleraustauschs in den Vereinigten Staaten ihren Schulabschluss. Anschließend ging Otto-Crépin nach Paris. Hier wollte sie zunächst studieren, wurde dann aber in Boutiquen beruflich tätig. Dort lernte sie ihren späteren Ehemann, den Amateurspringreiter Daniel Crépin, kennen. 1971 wurde sie durch Heirat französische Staatsbürgerin. Margit Otto-Crépin betrieb in Frankreich mehrere Modeboutiquen.
Über ihnen Ehemann fand sie zurück zum Reitsport. Ihre Pferde hatte sie in Deutschland eingestallt, hier wurde sie unter anderem von Fritz Tempelmann und Uwe Schulten-Baumer sen. trainiert.
Im Jahr 1974 bestritt sie erstmals ein größeres internationales Turnier. Ab 1981 nahm sie ab sechs Europameisterschaften in Folge teil, zudem nahm sie an Weltmeisterschaften und Olympischen Spielen teil.
Ihre größten Erfolge erreichte sie mit dem Holsteiner Corlandus. Mit ihm wurde sie als erste Französin Europameisterin, gewann olympisches Einzelsilber und sicherte sie den Sieg beim Weltcupfinale. Otto-Crépin gehörte verschiedenen Fachgremien des Dressursports an; von 1998 bis 2010 war sie Präsidentin des International Dressage Rider’s Club (IDRC). Ihre Nachfolgerin in diesem Amt wurde Kyra Kyrklund.
Ihre letzte internationale Dressurprüfung bestritt Margit Otto-Crépin im Jahr 2003.
Obwohl sie ihren Hauptwohnsitz weiterhin in Paris hatte, lebte Otto-Crépin ab 2005 in Hamburg. Dort starb am 19. April 2020 im Alter von 75 Jahren.

## Erfolge
Olympische Spiele:
- 1984, Los Angeles: mit Caprici 18. Platz in der Einzelwertung und Teil des französischen Equipe
- 1988, Seoul: mit Corlandus Silbermedaille in der Einzelwertung und 8. Platz mit der Mannschaft
- 1992, Barcelona: mit Maritim 19. Platz in der Einzelwertung und 9. Platz mit der Mannschaft
- 1996, Atlanta: mit Lucky Lord 7. Platz in der Einzelwertung und 4. Platz mit der Mannschaft

Weltmeisterschaften:
- 1982, Lausanne: mit Caprici 10. Platz in der Einzelwertung[8]
- 1986, Cedar Valley: mit Corlandus 6. Platz in der Einzelwertung[9]
- 1990, Stockholm: mit Corlandus 4. Platz in der Einzelwertung und 6. Platz mit der Mannschaft[10]
- 1994, Den Haag: mit Maritim 11. Platz in der Einzelwertung (Grand Prix Spécial)[11] und 4. Platz mit der Mannschaft[12]
- 1998, Rom: mit Lucky Lord 14. Platz in der Einzelwertung (Grand Prix Spécial)[13] und 12. Platz mit der Mannschaft[14]

Europameisterschaften:
- 1987, Goodwood: mit Corlandus Goldmedaille in der Einzelwertung und 4. Platz mit der Mannschaft[15]
- 1989, Bad Mondorf: mit Corlandus Silbermedaille in der Einzelwertung[16]
- 1991, Donaueschingen: mit Corlandus Bronzemedaille in der Einzelwertung (Grand Prix Spécial) und 6. Platz mit der Mannschaft[17]
- 1995, Bad Mondorf: mit Lucky Lord Bronzemedaille mit der Mannschaft[18]
- 1997, Verden: mit Lucky Lord 10. Platz in der Einzelwertung und 6. Platz mit der Mannschaft[19]
- 2001, Verden: mit Tornado 32. Platz in der Einzelwertung und 9. Platz mit der Mannschaft[20]

Weitere (aus Auswahl):
- Weltcupfinale 1989: Siegerin mit Corlandus
- Französische Dressurmeisterin 1980, 1981, 1988, 1989
- Siegerin im CHIO Aachen: 1987, 1989